# Bad Diezlings

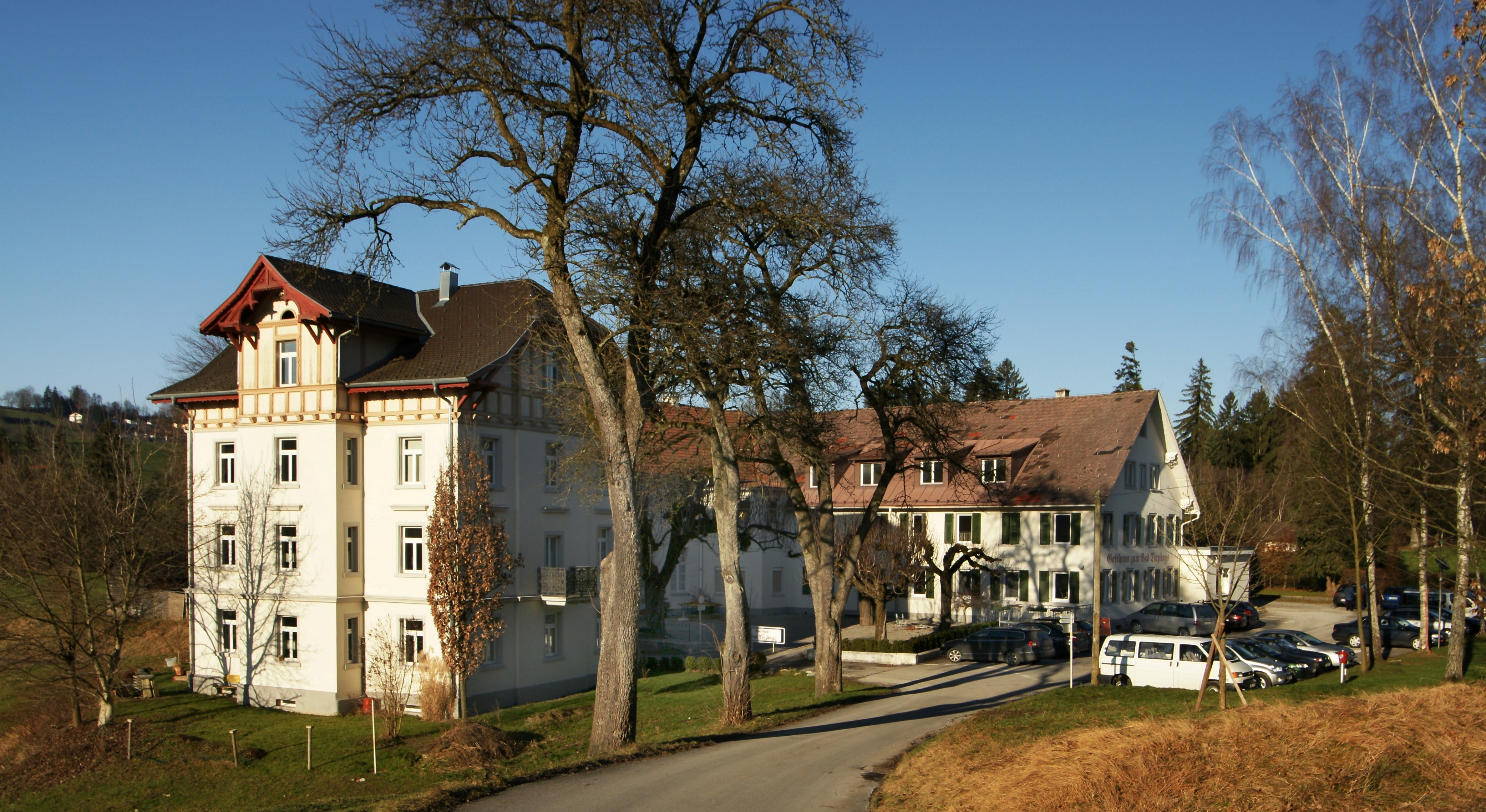
Gasthaus zum Bad Diezlings in Hörbranz an der Diezlingerstraße.

Bad Diezlings (auch Bad Diezling, früher Schützen Bad, 432 m ü. A.) war ein Heilbad und Gasthaus (heute nur noch Gasthaus) und liegt im Parzelle Diezlings der Gemeinde Hörbranz in Vorarlberg (Österreich).

## Namensherleitung
Diezling soll vom Namen Dietrich abstammen und den Sohn des Dietrich bezeichnen.

## Geschichte
Am 17. Juni 1631 wurde von Georg Neser beim Oberamt Bregenz um die Erlaubnis angesucht, eine Badehütte zu errichten sowie Speisen und Getränke an die Badbesucher abzugeben. Das Quellwasser in Diezlings hatte er bereits zuvor auf den Mineralstoffgehalt in Lindau und Isny mit positivem Ergebnis untersuchen lassen. Das Bad wurde danach mehrfach verkauft, um 1691 war der Bregenzer Baumeister Hinteregger Eigentümer, verkaufte es aber kurze Zeit später an Bernhard Kohlhaupt. 1771 wurde es von Caspar Schlachter um 2200 Gulden an seinen Sohn Sebastian verkauft. 1816 wurde von Franz Josef Walser am heutigen Standort ein neues Badhaus erbaut und einige Jahre später an Martin Rast verkauft.
Bad Diezlings ist auch bekannt, weil der Schriftsteller Norbert Jacques hier im Gasthaus 1920 laut seiner Autobiografie in zwanzig Tagen seinen Roman "Dr. Mabuse" geschrieben hat, da sein Wohnhaus im benachbarten deutschen Thumen renoviert wurde und er deshalb im Gasthaus logierte.
Ab 1956 wurden in Bad Diezlings die Folgen von Kinderlähmung unter Mithilfe der heilkräftigen Mineralquelle, Massagen und Gymnastikmethoden vom Arzt Wilhelm Püschel behandelt. 1963 wurde eine Kuranstalt für Bandscheibenerkrankungen eingerichtet. Der Badebetrieb wurde bis 1980 geführt.
Einige Meter vom Gasthaus entfernt befindet sich heute die Kneippanlage der Gemeinde Hörbranz.

## Badebetrieb und Heilquelle
Bei der Heilquelle handelt es sich um eine kalte, erdalkalische Eisencarbonat-Quelle aus tertiären Molassegestein. Ähnliche Quellen finden sich in Vorarlberg auch beim Stahlbad Andelsbuch und in Bad Reuthe.

## Diezano
Die regionale Getränkemarke „Diezano“, wurde von Johann Füssinger vom Bad Diezlings kreiert, der sein Tafelwasser 1927 mit Zitronen-Geschmack (Diezano) und Orangen-Geschmack (Diez-Orange) versetzt. Seit 1979 erfolgt die Herstellung und Abfüllung in Dornbirn. 1938 wurde  Bad Diezlings samt Gast- und Landwirtschaftsbetrieb und der Getränkemarke „Diezano“ von der Brauerei Fohrenburg erworben.

## Geographie / Topographie
Bad Diezlings liegt an der Diezlinger Straße und etwa 1,6 km Luftlinie nördlich vom Ortszentrum von Hörbranz. Von der Bundesgrenze zu Deutschland ist das Bad etwa 350 m entfernt.